# 1988년 동계 올림픽
1988년 동계 올림픽(영어: 1988 Winter Olympics, XV Olympic Winter Games, 프랑스어: Jeux olympiques d'hiver de 1988)은 1988년 2월 13일부터 2월 28일까지 캐나다 앨버타주 캘거리에서 개최된 제15회 동계 올림픽이다.
특히 이 대회에서는 자메이카에서 봅슬레이 선수들이 출전을 해서 세계인의 관심을 끌었다. 이와 관련된 영화로 《쿨러닝》이 있다.

## 개최지 선정
1981년 9월 29일, 서독 바덴바덴에서 열린 제84차 국제 올림픽 위원회 총회에서 캐나다 캘거리로 결정되었다.
| 후보 도시      | NOC      | 1차 투표 | 2차 투표 |
| 캘거리         | 캐나다   | 35       | 48       |
| 팔룬           | 스웨덴   | 25       | 31       |
| 코르티나담페초 | 이탈리아 | 18       |          |

## 개최 종목
| - 알파인 스키 - 바이애슬론 - 봅슬레이 - 피겨 스케이팅 - 아이스하키 - 루지 | - 노르딕 스키 - 크로스컨트리 스키 - 노르딕 복합 - 스키 점프 - 스피드 스케이팅 |

### 시범 종목
- 컬링
- 프리스타일 스키
- 쇼트트랙

## 참가국
1988년 동계 올림픽에는 다음 57개 나라 올림픽 위원회에서 선수단을 파견했다. 피지, 괌, 과테말라, 자메이카, 네덜란드령 안틸레스, 미국령 버진아일랜드 6개국이 처음으로 동계 올림픽에 참가했다.
| \| - 안도라 (4) - 아르헨티나 (16) - 오스트레일리아 (24) - 오스트리아 (81) - 벨기에 (4) - 볼리비아 (7) - 불가리아 (31) - 캐나다 (113) (개최국) - 칠레 (6) - 중화인민공화국 (20) - 중화 타이베이 (13) - 코스타리카 (2) - 키프로스 (3) - 체코슬로바키아 (59) - 덴마크 (1) - 피지 (1) - 핀란드 (53) - 프랑스 (68) - 동독 (53) \| - 서독 (90) - 영국 (48) - 그리스 (7) - 괌 (1) - 과테말라 (7) - 헝가리 (6) - 아이슬란드 (3) - 인도 (3) - 이탈리아 (58) - 자메이카 (6) - 일본 (48) - 조선민주주의인민공화국 (6) - 대한민국 (33) - 레바논 (4) - 리히텐슈타인 (13) - 룩셈부르크 (1) - 멕시코 (12) - 모나코 (4) - 몽골 (3) \| - 모로코 (3) - 네덜란드 (23) - 네덜란드령 안틸레스 (3) - 뉴질랜드 (11) - 노르웨이 (80) - 필리핀 (1) - 폴란드 (33) - 포르투갈 (5) - 푸에르토리코 (10) - 루마니아 (14) - 산마리노 (5) - 소련 (101) - 스페인 (13) - 스웨덴 (67) - 스위스 (70) - 튀르키예 (8) - 미국 (118) - 미국령 버진아일랜드 (8) - 유고슬라비아 (23) \| | | |
| - 안도라 (4) - 아르헨티나 (16) - 오스트레일리아 (24) - 오스트리아 (81) - 벨기에 (4) - 볼리비아 (7) - 불가리아 (31) - 캐나다 (113) (개최국) - 칠레 (6) - 중화인민공화국 (20) - 중화 타이베이 (13) - 코스타리카 (2) - 키프로스 (3) - 체코슬로바키아 (59) - 덴마크 (1) - 피지 (1) - 핀란드 (53) - 프랑스 (68) - 동독 (53) | - 서독 (90) - 영국 (48) - 그리스 (7) - 괌 (1) - 과테말라 (7) - 헝가리 (6) - 아이슬란드 (3) - 인도 (3) - 이탈리아 (58) - 자메이카 (6) - 일본 (48) - 조선민주주의인민공화국 (6) - 대한민국 (33) - 레바논 (4) - 리히텐슈타인 (13) - 룩셈부르크 (1) - 멕시코 (12) - 모나코 (4) - 몽골 (3) | - 모로코 (3) - 네덜란드 (23) - 네덜란드령 안틸레스 (3) - 뉴질랜드 (11) - 노르웨이 (80) - 필리핀 (1) - 폴란드 (33) - 포르투갈 (5) - 푸에르토리코 (10) - 루마니아 (14) - 산마리노 (5) - 소련 (101) - 스페인 (13) - 스웨덴 (67) - 스위스 (70) - 튀르키예 (8) - 미국 (118) - 미국령 버진아일랜드 (8) - 유고슬라비아 (23) |

## 메달 집계
| 순위 | 국가             | 금메달 | 은메달 | 동메달 | 합계 |
| ---- | ---------------- | ------ | ------ | ------ | ---- |
| 1    | 소련 (URS)       | 11     | 9      | 9      | 29   |
| 2    | 동독 (GDR)       | 9      | 10     | 6      | 25   |
| 3    | 스위스 (SUI)     | 5      | 5      | 5      | 15   |
| 4    | 핀란드 (FIN)     | 4      | 1      | 2      | 7    |
| 5    | 스웨덴 (SWE)     | 4      | 0      | 2      | 6    |
| 6    | 오스트리아 (AUT) | 3      | 5      | 2      | 10   |
| 7    | 네덜란드 (NED)   | 3      | 2      | 2      | 7    |
| 8    | 서독 (FRG)       | 2      | 4      | 2      | 8    |
| 9    | 미국 (USA)       | 2      | 1      | 3      | 6    |
| 10   | 이탈리아 (ITA)   | 2      | 1      | 2      | 5    |
|      |                  |        |        |        |      |
| 13   | 캐나다 (CAN)     | 0      | 2      | 3      | 5    |

## 기념품
- 메달 : 앞면에서 캘러리 대회때의 심볼, 뒤면에는 월계관을 쓴 선수와 원주민이 있다. 원주민의 머리는 스틱, 라이플, 루지등으로 장식되어있다.

- 성화 : 캘거리 타워를 배경으로 만들어져 심볼이 레이저로 새겨져 있었다.

## 대회 이모저모
- 스키 점프에서 에디 에드워즈와 자메이카의 봅슬레이 선수팀은 경험이 부족한 아마추어 수준의 선수였지만 많은 관중의 시선을 받았고 올림픽 정신을 되돌아보는 계기가 되었다. 자메이카 봅슬레이 선수들의 이야기는 후에 영화 《쿨러닝》, 에디 에드워즈의 이야기는 《독수리 에디》로 각색되었다.

- 컬링, 프리스타일 스키, 쇼트 트랙 스피드 스케이팅이 시범경기로 실시되었다.

- 대회 기간이 16일로 늘어났다.

- 스피드 스케이팅이 처음으로 실내에서 치러졌다. 스피드스케이팅이 고지대에 위치한 실내링크에서 치러져서 많은 세계신기록이 작성되는 성과를 올렸다. 반면 스키 경기는 온난한 치누크 바람으로 큰 지장을 받았다. 알파인 스키는 인공눈에서 치러지고 몇몇 경기가 연기되는가 하면 스키 점프 선수는 바람에 날려 카메라 타워에 부딪치는 등의 사건이 있었다.

- 동독의 카타리나 비트는 동계올림픽 피겨스케이팅 여자 싱글 금메달을 획득하여 이 종목 사상 최초로 2연패를 달성하였다. 한편 같은 종목에 출전하여 동메달을 딴 미국의 데비 토머스는 흑인 최초의 동계올림픽 메달리스트가 되었다.

- 폐회식이 주경기장에서 열린 첫 번째 대회였다.

- 과거의 김연아 선수의 코치인 브라이언 오서는 피겨스케이팅에서 은메달을 획득했고, 개막식의 기수로 나갔다.

- 주최국이었던 캐나다는 이 대회에서 금메달을 따지 못했다.
- 주제곡인 Winter game은 데이비드 포스터가 작곡하였다.